# Сфендами
Сфендами (грч. Σφενδάμι) је насељено место у општини Пидна-Колиндрос у периферији Средишња Македонија, Грчка. Према попису из 2021. године било је 694 становника.
Насеље је 1913. године имало 173 житеља Грка. После 1923. године насељено је 120 грчких избегличких породица (531 особа) као и породице из околних села. На попису из 1928. године Сфендами је имао 1.140 становника. Село се раније звало Палијани.